# Canal-du-Midi (metropolitana di Tolosa)
Canal-du-Midi è una stazione della metropolitana di Tolosa, inaugurata il 30 giugno 2007 in presenza di Jean-Louis Borloo.
Durante la sua costruzione è stato necessario deviare il corso del canale omonimo per diversi mesi.

## Architettura
La stazione è stata realizzata dal gruppo Casalta - Gorget - Harter (atelier CACTUS). È dotata di numerose gallerie di accesso, rispetto alle altre stazioni. L'opera d'arte all'interno è un insieme di quattro sculture monumentali dell'artista Daniel Pommereulle.

## Servizi
La stazione dispone di:
- Biglietteria automatica
- Scale mobili